# Якиш-Кашкара
Яки́ш-Кишкара́ (укр. Якиш-Кишкара, крымскотат. Yanış Qış Qara, Яныш Къыш Къара) — исчезнувшее село в Красноперекопском районе Республики Крым, располагавшееся на северо-востоке района, на западном берегу Айгульского озера, примерно в 4 километрах к северу от современного села Красноармейское.

### Динамика численности населения
- 1805 год — 132 чел.[5]
- 1892 год — 27 чел.[6]
- 1900 год — 28 чел.[7]
- 1915 год — 13/19 чел.[8][9]
- 1926 год — 98 чел.[10]

## История
Первое документальное упоминание села встречается в Камеральном Описании Крыма… 1784 года, судя по которому, в последний период Крымского ханства Кышукара входил в Кырп Баул кадылык Перекопского каймаканства. После присоединения Крыма к России (8) 19 апреля 1783 года, (8) 19 февраля 1784 года, именным указом Екатерины II сенату, на территории бывшего Крымского Ханства была образована Таврическая область и деревня была приписана к Перекопскому уезду. После Павловских реформ, с 1796 по 1802 год, входила в Перекопский уезд Новороссийской губернии. По новому административному делению, после создания 8 (20) октября 1802 года Таврической губернии, Кишкар был включён в состав Бустерчинской волости Перекопского уезда.
По Ведомости о всех селениях, в Перекопском уезде состоящихх с показанием в которой волости сколько числом дворов и душ… от 21 октября 1805 года в деревне Кишкар числилось 24 двора, 125 крымских татар и 7 ясыров. На военно-топографической карте генерал-майора Мухина 1817 года деревня Кишкари обозначена с 30 дворами. После реформы волостного деления 1829 года Яким Кишкору, согласно «Ведомости о казённых волостях Таврической губернии 1829 года», передали в состав Ишуньской волости (переименованной из Бустерчинской). На карте 1836 года в деревне Кыш-Кара (Яниш Кышкара) 33 двора, как и на карте 1842 года.
В 1860-х годах, после земской реформы Александра II, деревню приписали к Ишуньской волости, но встречается только в «Памятной книжке Таврической губернии за 1867 год», согласно которой деревня Якиш Кишкара была покинута жителями в 1860—1864 годах, в результате эмиграции крымских татар, особенно массовой после Крымской войны 1853—1856 годов, в Турцию и оставалась в развалинах.
После земской реформы 1890 года Якиш-Кишкару отнесли к Воинской волости. Согласно «…Памятной книжке Таврической губернии на 1892 год», в деревне Якиш-Кишкара, составлявшей Якиш-Кишкаринское сельское общество, было 27 жителей в 5 домохозяйствах. По «…Памятной книжке Таврической губернии на 1900 год» в деревне Якиш-Кишкара числилось 28 жителей в 5 дворах. По Статистическому справочнику Таврической губернии. Ч.II-я. Статистический очерк, выпуск пятый Перекопский уезд, 1915 год, на хуторе Якиш-Кишкара (барона Гинзбурга, арендованной Шевченко) Воинской волости Перекопского уезда числилось 2 двора с русским населением в количестве 13 человек приписных жителей и 19 «посторонних».
После установления в Крыму Советской власти, по постановлению Крымревкома от 8 января 1921 года № 206 «Об изменении административных границ» была упразднена волостная система, Перекопский уезд переименовали в Джанкойский, в котором был образован Ишуньский район, в состав которого включили село, а в 1922 году уезды получили название округов. 11 октября 1923 года, согласно постановлению ВЦИК, в административное деление Крымской АССР были внесены изменения, в результате которых округа были отменены, Ишуньский район упразднён и село вошло в состав Джанкойского района. Согласно Списку населённых пунктов Крымской АССР по Всесоюзной переписи 17 декабря 1926 года, в селе Якиш-Кашкара, центре упразднённого к 1940 году Якиш-Кашкарского сельсовета Джанкойского района, числилось 19 дворов, из них 17 крестьянских, население составляло 98 человек, из них 89 украинцев и 9 русских. Постановлением ВЦИК от 30 октября 1930 года был восстановлен Ишуньский район и село, вместе с сельсоветом, включили в его состав. Постановлением Центрального исполнительного комитета Крымской АССР от 26 января 1938 года Ишуньский район был ликвидирован и создан Красноперекопский район с центром в поселке Армянск (по другим данным 22 февраля 1937 года). В последний раз село встречается Крым на двухкилометровке РККА 1942 года.